# Galloanserae
Galloanserae su ptice koje pripadaju jednom od dva biološka reda, naime to je divljač ili kopnene ptice (Galliformes) i vodene ptice (Anseriformes). Anatomske i molekularne sličnosti sugerišu da su ove dve grupe bliski evolutivni srodnici; zajedno, oni čine kladu živine koja je naučno poznata kao Galloanserae (u početku nazvana Galloanseri) (latinski gallus(„petao“) + ānser („guska“)). Ova klada je takođe podržana morfološkim podacima i podacima DNK sekvenci, kao i podacima o prisustvu/odsustvu retrotranspozona.

## Literatura
- Benson, D. (1999): Presbyornis isoni and other late Paleocene birds from North Dakota. Smithsonian Contributions to Paleobiology 69: 253–266.
- Chubb, A. (2004): New nuclear evidence for the oldest divergence among neognath birds: the phylogenetic utility of ZENK(i). Molecular Phylogenetics and Evolution 30: 140-151
- Feduccia, A. (1999): The Origin and Evolution of Birds, Second Edition. Yale University Press, New Haven.
- Kriegs, Jan Ole; Matzke, Andreas; Churakov, Gennady; Kuritzin, Andrej; Mayr, Gerald; Brosius, Jürgen & Schmitz, Jürgen (2007): Waves of genomic hitchhikers shed light on the evolution of gamebirds (Aves: Galliformes). BMC Evolutionary Biology 7: 190 (Fulltext).
- Kulikova, Irina V.; Drovetski, S.V.; Gibson, D.D.; Harrigan, R.J.; Rohwer, S.; Sorenson, Michael D.; Winker, K.; Zhuravlev, Yury N. & McCracken, Kevin G. (2005): Phylogeography of the Mallard (Anas platyrhynchos): Hybridization, dispersal, and lineage sorting contribute to complex geographic structure. Auk 122 (3): 949–965. [English with Russian abstract] . doi:10.1642/0004-8038(2005)122[0949:POTMAP]2.0.CO;2. Недостаје или је празан параметар |title= (помоћ) PDF fulltext. Erratum: Auk 122 (4): 1309. . doi:10.1642/0004-8038(2005)122[0949:POTMAP]2.0.CO;2. Недостаје или је празан параметар |title= (помоћ)
- Sibley, C.G.; Ahlquist, J.E. & Monroe, B.L. (1988): A classification of the living birds of the world based on DNA-DNA hybridization studies. Auk 105: 409–423.

## Spoljašnje veze
- „Fowl”. Collier's New Encyclopedia. 1921.